# Гурбанов, Чингиз Салман оглы
Чингиз Салман оглы Гурбанов (азерб. Çingiz Salman oğlu Qurbanov; 1994, село Хазра, Гусарский район — 2016, армяно-азербайджанская граница у села Чинари) — азербайджанский военнослужащий, рядовой Национальной армии Азербайджана. Национальный герой Азербайджана.

## Биография

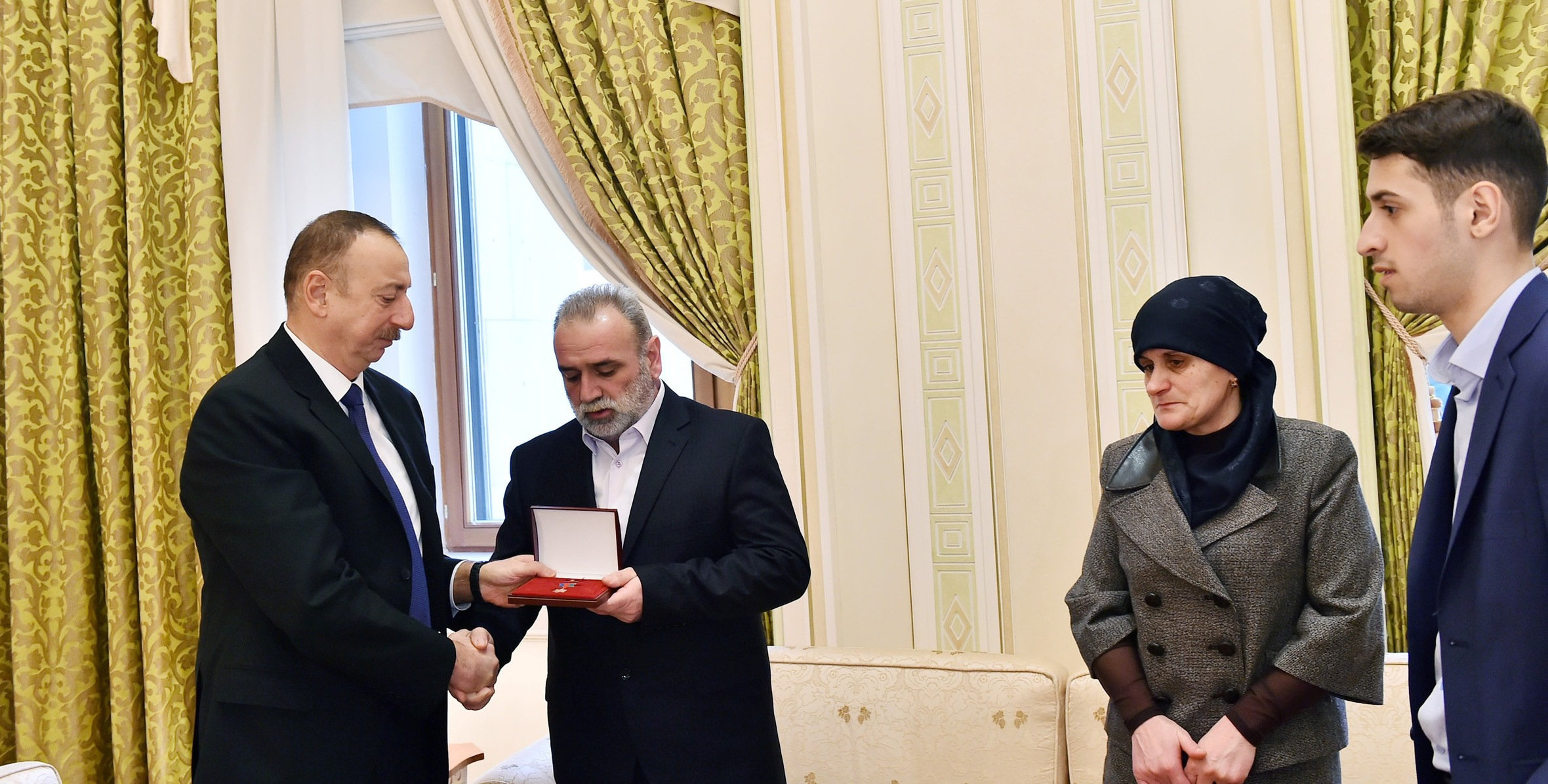
Президент Азербайджана Ильхам Алиев передаёт отцу Чингиза Гурбанова медаль «Золотая Звезда» Национального героя Азербайджана

Чингиз Салман оглы Гурбанов родился 24 ноября 1994 года в селе Хазра Гусарского района Азербайджана. В 2012 году окончил школу родного села и в этом же году поступил в Азербайджанский технический университет, на факультет «Промышленный инжиниринг и оптические устройства». После окончания университета летом 2016 года Гурбанов был призван на действительную военную службу. Служил в Товузском районе.
Прослужив всего 4 месяца, 29 декабря 2016 года Чингиз Гурбанов погиб в результате боевого столкновения близ армяно-азербайджанской границы юго-восточнее села Чинари, находящегося в приграничной зоне. При этом, у каждой из сторон имеется своя версия случившегося. Так, согласно сообщению Министерства обороны Азербайджана, солдат Чингиз Гурбанов погиб, «предотвращая деятельность диверсионно-разведывательной группы Вооружённых сил Армении». По сообщению же Министерства обороны Армении, в этот день «подразделения вооруженных сил Армении нейтрализовали наступательные действия азербайджанских войск», потеряв при этом троих военнослужащих. С армянской стороны погибли старший лейтенант Шаварш Меликян, рядовые Эдгар Нараян и Эрик Абовян. Тело же Гурбанова осталось на армянской стороне. По словам командиров Гурбанова, во время столкновения он, после того, как противник отступил, стал преследовать врага, оказавшись на армянской стороне, где убил одного офицера и двух рядовых ВС Армении и сам был убит.
5 февраля 2017 года близ села Бала Джафарли Газахского района Азербайджана при посредничестве личного представителя действующего председателя ОБСЕ посла Анджея Каспшика и Международного комитета Красного Креста тело Чингиза Гурбанова было возвращено азербайджанской стороне. В этот же день тело Гурбанова в сопровождении почётного караула с воинскими почестями было доставлено в Баку, а 6 февраля похоронено на Аллее почётного захоронения в городе Гусар.
Распоряжением президента Азербайджанской Республики Ильхама Алиева № 2654 от 7 февраля 2017 года Чингизу Салман оглы Гурбанову за личное мужество, проявленное при выполнении боевого задания по защите территориальной целостности Азербайджана было присвоено звание Национального героя Азербайджана (посмертно). 9 февраля президент страны лично передал отцу Гурбанова медаль «Золотая Звезда».

## Память
- На территории воинской части, где служил Гурбанов, воздвигнут мемориальный памятник.
- По инициативе Дома офицеров Гянджинского гарнизона снят фильм, посвящённый Чингизу Гурбанову[10].
- Центральная улица села Агбулак Товузского района носит имя Чингиза Гурбанова[4].